# Mesitylgroep

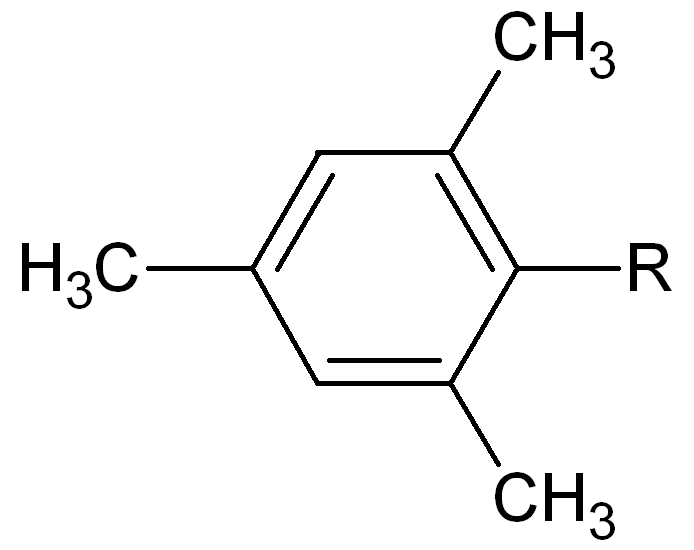
Structuurformule van een mesitylgroep.

Een mesitylgroep is een functionele groep, bestaande uit een benzeenring waaraan 3 methylgroepen zijn gebonden op de 2-, 4- en 6-bindingsplaats. De bindingsplaats tussen 2 willekeurige methylgroepen wordt ingenomen door een R-groep. De molecuulformule is C6H2(CH3)3-R.
Alternatief wordt ook van een 2,4,6-trimethylfenyl-groep gesproken. De mesitylgroep is afgeleid van mesityleen.